# Río Misahuallí
Río Misahuallí är ett vattendrag i Ecuador.   Det ligger i provinsen Napo, i den centrala delen av landet, 130 km sydost om huvudstaden Quito.